# Calpis

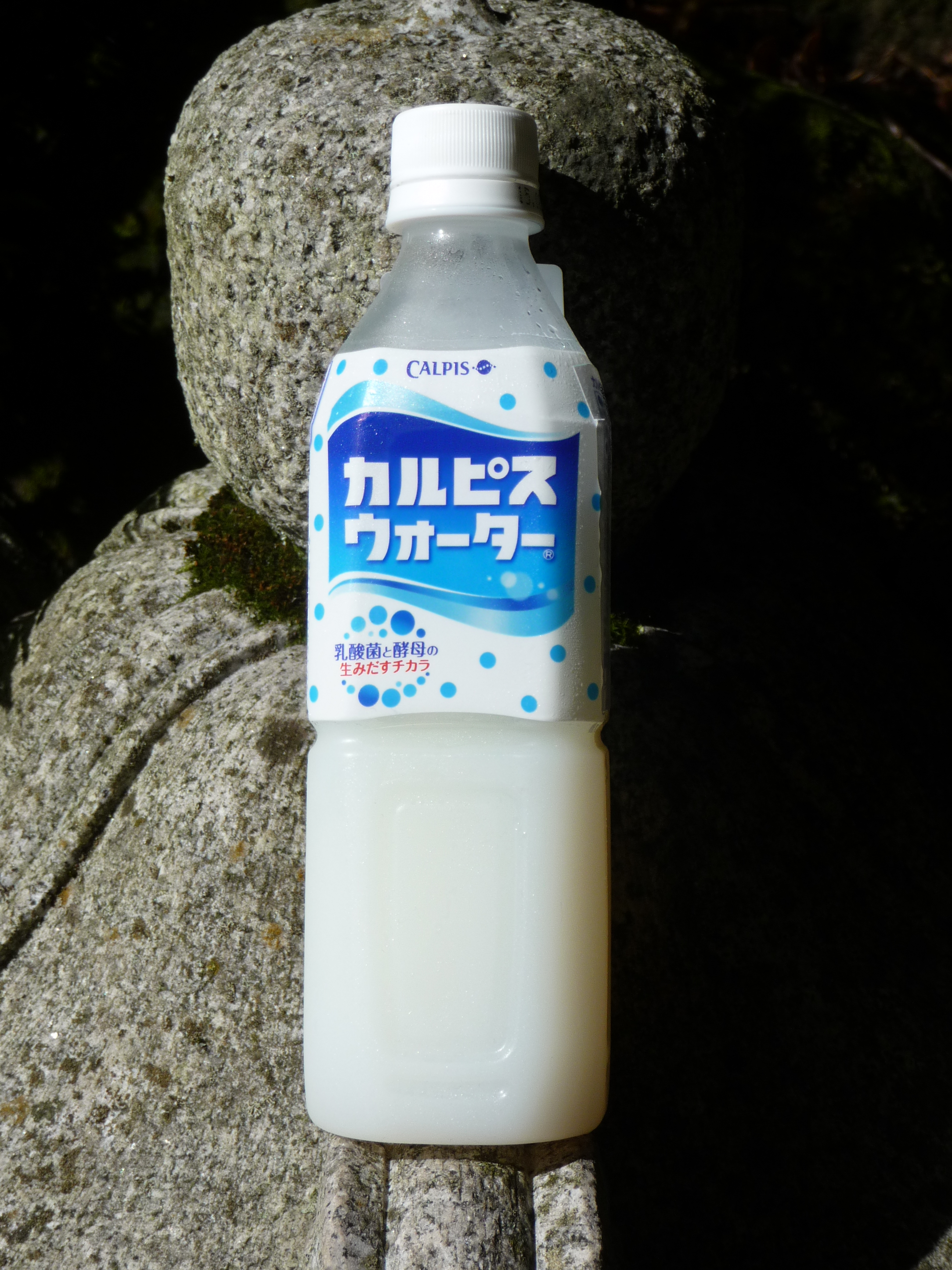
Calpis Water

Il Calpis (カルピス?, Karupisu) è una bevanda analcolica (soft drink) giapponese, prodotta da Calpis Co., Ltd. (カルピス株式会社?, Karupisu Kabushiki-gaisha) con sede a Shibuya, Tokyo.
Ha un leggero gusto di latte e un leggero sapore acido, simile al sapore dello yogurt bianco o a quello dello yogurt alla vaniglia. I suoi ingredienti includono: acqua, latte in polvere senza grasso e acido lattico. Viene prodotto attraverso fermentazione lattica.
Venduto come concentrato, viene diluito con acqua o mischiato con del latte prima della consumazione.
È disponibile anche la versione pre-diluita (Calpis Water カルピスウォーター) e la versione gassata (Calpis Soda カルピスソーダ).
Fu messo in vendita per la prima volta il 7 luglio 1919. Guadagnò rapidamente successo in Giappone grazie alla forma concentrata che ne permette la conservazione senza refrigerazione. La confezione presentava dei pois bianchi su uno sfondo azzurro, fino al 1953, anno in cui i colori furono invertiti.

## Varianti
Esistono molte varianti al gusto di frutta. Alcune sono: fragola, uva, matcha, guaiava, mango, lychee, ananas (disponibile solo ad Okinawa), arancia, mikan, melone, pesca, aloe e crema. Recentemente, il Calpis è disponibile al gusto di mela in una "miscela mattutina", una versione con più calcio e con il 70% in meno di calorie ed in una versione extra-condensata chiamata "Premium Calpis". Un'altra recente innovazione è la versione ipocalorica chiamata "Calpis Zero". In Giappone e in Taiwan sono disponibili le versioni "Calpis Sour" e "Calpis Bartime", un cocktail pre-fatto al gusto di frutta. La compagnia produce una varietà di altre bevande, dal caffè in scatola a yogurt nutrienti come il "Gun Gun Gurt", e in più anche altri prodotti oltre alle bevande, come il "Calpis butter" (burro) e "Calpis vinegar" (aceto).
In Corea esiste una bevanda simile chiamata "Milkis".

## Nome
Il nome Calpis è in realtà un portmanteau. Cal deriva da Calcio e pis deriva dal sanscrito सर पिस sarpis (sapore di burro). Si noti che il termine sarpis si utilizza anche per indicare l'essenza degli insegnamenti buddhisti.
In alcuni paesi anglofoni, il nome della bevanda è stato modificato in Calpico: la causa potrebbe essere la somiglianza tra Calpis e Cow Piss (urina di mucca).

## Logo
Il logo originale del Calpis era una rappresentazione in bianco e nero di un uomo nero con delle labbra grandi che beveva da un bicchiere usando una cannuccia. Il logo è stato elaborato da un disegno di un artista tedesco rappresentante un uomo nero che indossava un cappello panamà bevendo Calpis. Il logo diventò "politicamente scorretto" perciò i colori bianco e nero furono prima invertiti, e infine il logo fu abbandonato.

## Riferimenti nella cultura di massa

### Animazione
Calpis fu uno dei maggiori sponsor della serie di anime conosciuta come World Masterpiece Theater. Il gatto himalayano Karupin del personaggio Ryoma Echizen del manga Il principe del tennis prende il nome dal Calpis.

### Musica
Calpis Milk (カルピスミルク?, Karupisu Miruku) è una canzone di Kazuma Endo.
Citato anche nell'ultima strofa della canzone Ginza Kankan Musume (銀座カンカン娘) registrata nell'aprile del 1949 da Hideko Takamine.